# Телефонный переговорный пункт
Телефо́нный перегово́рный пункт или callshop (с англ. — «магазин телефонии» - популярное название за рубежом) — отделение государственной организации либо частной компании, предоставляющей услугу междугородных и/или международных переговоров. 
Изначально имели распространение при слабом развитии телефонной сети. С помощью таких пунктов можно было осуществлять телефонные переговоры с людьми, у которых нет телефона, либо проживающими в населённых пунктах, с которыми нет автоматической междугородней связи. В заявке на телефонный разговор можно было указать адрес и фамилию нужного человека. В таком случае, он извещался о предстоящем разговоре телеграммой.
Но актуальность переговорных пунктов есть и сейчас, как средства для международной связи.
В частности, в настоящий момент они популярны в городах с высоким уровнем трудовых мигрантов, т.к. им необходима связь с родными, оставшимися в другом городе или стране.
Современные компании предоставляющие услуги как CallShop, обычно продают карточки с уникальным логином и паролем, для авторизации через биллинговую систему. Кроме возможности совершить обычный голосовой телефонный вызов дальней связи, предлагаются дополнительные сервисы, такие как видео-связь, заказ обратного вызова, общение через компьютер или приложение на мобильном устройстве и т.п., благодаря использованию решений на основе IP-телефонии. В качестве пользовательского приложения для CallShop, в таком случае выступает софтфон или специализированная программа, в т.ч. с учётом и отображением продолжительности и стоимости вызова, баланса учетной записи (карточки).
Содержанием переговорного пункта может заниматься местный оператор связи или отдельная компания, как правило представитель малого или среднего бизнеса.

## Варианты оплаты
Современные переговорные пункты предлагают различные варианты оплаты услуг. Это может быть оплата наличными или приобретение одноразовой или многоразовой специальной карточки, связанной с учётной записью в биллинговой системе.

### Предоплата
Клиент посещает CallShop, и платит оператору за звонок. Затем оператор активирует телефонную кабинку для клиента из биллинговой системы (или выдаёт карточку или просто логин и пароль для авторизации). Затем клиент идет в телефонную будку и набирает номер вызываемого абонента. Биллинг записывает сведения о вызове и снимает средства со счёта. В случае, если средства исчерпаны, вызов прерывается.
Если средства на счёте не закончились и счёт многоразовый (есть карточка), то абонент может воспользоваться оставшимися средствами в будущем.

### Оплата по факту
Абоненты работают аналогичным образом, за исключением того, что оператор переговорного пункта формирует счет-фактуру для оплаты только тогда, когда клиент завершил свои вызовы .